# Rossana San Juan
Rossana San Juan (Acaponeta, Nayarit, Mexikó, 1969. november 24. –) mexikói színésznő és énekesnő.

## Filmográfia
| Év   | Cím                             | Szerep                    |
| ---- | ------------------------------- | ------------------------- |
| 2014 | Señora Acero                    | Mariana Huerdo de Acero   |
| 2013 | Por siempre mi amor             | Katia (fiatal)            |
| 2012 | La mujer del Vendaval           | Valeria Ferreira Preciado |
| 2011 | Szalamandra                     | Soledad Volcán            |
| 2010 | A csábítás földjén (Riválisok)  | Crisanta Camargo          |
| 2009 | Verano de amor                  | Celina                    |
| 2007 | Pokolba a szépfiúkkal!          | Roxana                    |
| 2007 | Bajo las riendas del amor       | Claudia Garcia            |
| 2006 | La verdad oculta                | Yolanda Rey (fiatal)      |
| 2005 | Barrera de amor                 | Magdalena                 |
| 2004 | Amy, la niña de la mochila azul | Soledad                   |
| 2002 | Complices al rescate            | Lorna Rico                |
| 2000 | María del Carmen                | Raquela Campusano         |
| 1998 | Ángela                          | Susana Chávez             |
| 1992 | María Mercedes                  | Zafirio                   |